# Philip Gossett
Philip Gossett (Nueva York, 27 de septiembre de 1941-Chicago, 13 de junio de 2017) fue un historiador y musicólogo estadounidense, además de profesor en la Universidad de Chicago. Especializado en ópera italiana del siglo XIX, fue laureado con el Otto Kinkeldey Award of the American Musicological Society en 2006.
Gossett falleció de parálisis supranuclear progresiva, enfermedad degenerativa y es sobrevivido por Suzanne Gossett, su esposa y profesora emérita de inglés en Universidad Loyola Chicago, y sus dos hijos.

## Carrera
Se dedicó a ediciones críticas de óperas de Gioachino Rossini, Vincenzo Bellini, Gaetano Donizetti y Giuseppe Verdi. Se graduó en Princeton University, obteniendo una beca Fulbright para estudiar en París.

## Premios y distinciones
- Andrew W. Mellon Foundation "Distinguished Achievement Award" - 2004.
- 1998, "Cavaliere di Gran Croce".
- Presidente de la  American Musicological Society for Textual Scholarship
- Dean of the Division of the Humanities at the University of Chicago.
- 2008 Miembro de la Royal Swedish Academy of Music.

## Publicaciones
- 1971: The Operas of Rossini: Problems of Textual Criticism in Nineteenth-Century Opera (thesis/dissertation). OCLC 251748514  y 1061802 .
- 1971: Treatise on Harmony by Jean Philippe Rameau,  Philip Gossett. New York: Dover. ISBN 978-0-486-22461-9.
- 1978: Early romantic Opera: Bellini, Rossini, Meyerbeer, Donizetti, and Grand Opera in Paris, OCLC 225747929.
- 1983: "Gioachino Rossini" in The New Grove Masters of Italian Opera: Rossini, Donizetti, Bellini, Verdi, Puccini.  New York: W. W. Norton, 1983. ISBN 978-0-393-30361-2.
- 1983:  "I Puritani: Melodramma Serio in Three Acts, First Performance: Paris, Theatre-Italien, January 24, 1835 (Garland Publishing. ISBN 978-0-8240-2905-0.
- 1985: Anna Bolena and the Artistic Maturity of Gaetano Donizetti (Studies in Musical Genesis and Structure) by Philip Gossett, 1985) Oxford University Press, 1985 ISBN 978-0-19-313205-4.
- 2006: Divas and Scholars: Performing Italian Opera. Chicago: University of Chicago. ISBN 978-0-226-30482-3.
- 2014: Jean-Philippe Rameau: His Life and Work by Cuthbert Girdlestone, with an introduction by Philip Gossett. Mineola, New York: Dover. ISBN 9780486492230.

### Ediciones críticas
- The works of Gioachino Rossini, Series I: Operas

- -  "L'occasione fa il ladro" by Giochino Rossini, edited by Giovanni Carli Ballola, Patricia Brauner, and Philip Gossett, 1994. OCLC 496006140
  -  "La gazzetta" de Gioachino Rossini, Vol. 18, (Eds.) Philip Gossett and Fabrizio Scipioni, Pesaro, Fondazione Rossini, 2002. ISBN 978-0-226-72864-3
  -  "Semiramide" de Gioachino Rossini: Melodramma tragico in Two Acts, Libretto by Gaetano Rossi, Vol. 34, (Eds.) Philip Gossett, and Alberto Zedda Pesaro, Fondazione Rossini, 2001.
  -  "Ermione" de Giochino Rossini, edited by Patricia B. Brauner and Philip Gossett, 2006. ISBN 9788875927806.
  -  "Tancredi" de Gioachino Rossini: Melodramma eroico in Two Acts by Gaetano Rossi. Vol. 10, (Ed.) Philip Gossett, 2010
  -  "Maometto II", Dramma per musica . 
  -  "Il barbiere di Siviglia" de Gioachino Rossini[6]
- The Works of Giuseppe Verdi, Series I: Operas.
  -  "Ernani" de Giuseppe Verdi: Dramma Lirico in Four Acts By Francesco Maria Piave, (Eds.) Claudio Gallico and (Trans.) Philip Gossett.  University Of Chicago Press, 1985 ISBN 978-0-226-85307-9
  -  "La forza del destino" de Giuseppe Verdi